# Hans-Jochen Vogel
Hans-Jochen Vogel, född 3 februari 1926 i Göttingen, död 26 juli 2020 i München, var en tysk politiker (SPD).
Vogel gick i skolan i Giessen och tog studenten 1943. Han kallades därefter in för militärtjänst och var soldat under två år. Han studerade juridik i Marburg och München 1946-1948. Hans-Jochen Vogel blev medlem i SPD 1950.  Han var borgmästare i München 1960-1972. Efter förbundsdagsvalet 1972 blev han minister i Willy Brandts och Helmut Schmidts regeringar. 1974-1981 var han justitieminister. I januari 1981 blev Vogel regerande borgmästare i Västberlin men han förlorade valet i juni och efterträddes av Richard von Weizsäcker (CDU). 
I förbundsdagsvalet i Västtyskland 1983 var Vogel SPD:s kanslerkandidat, men valet vanns av den sittande kristdemokratiske förbundskanslern Helmut Kohl. Vogel efterträdde Willy Brandt som ordförande för SPD 1987.